# Hubertus Brandenburg
Hubertus Brandenburg OMI (ur. 17 listopada 1923 w Osnabrücku, zm. 4 listopada 2009 tamże) – niemiecki duchowny katolicki, biskup ordynariusz sztokholmski w latach 1976–1998.

## Życiorys
Hubertus Brandenburg urodził się w 1923 r. w Osnabrücku, w Dolnej Saksonii. Dzieciństwo i młodość spędził w rodzinnym mieście, gdzie kształcił się w słynnym gimnazjum Carolinum. Po jego ukończeniu został powołany do służby wojskowej, którą odbywał w marynarce wojennej. Po jej odbyciu studiował prawo i ekonomię, a następnie teologię na Westfalskim Uniwersytecie Wilhelma w Münster.
20 grudnia 1952 r. otrzymał święcenia kapłańskie. Został skierowany do pracy duszpasterskiej jako wikariusz w Hamburg-Winterhude, a potem dyrektor finansowy diecezji osnabrückiej. 13 maja 1972 r. Brandenburg został odznaczony Orderem Komandorskim z Gwiazdą Rycerzy Grobu Świętego w Jerozolimie. W 1974 r. papież Paweł VI powołał go na stanowisko biskupa pomocniczego diecezji osnabrückiej, przydzielając mu jako stolicę biskupią Starthernię. Konsekracja biskupia miała miejsce 26 stycznia 1975 r. W 1976 r. wstąpił do konwentu Suwerennego Rycerskiego Zakonu Szpitalników św. Jana z Jerozolimy z Rodos i z Malty.
W 1977 r. papież Paweł VI powołał go na ordynariusza sztokholmskiego. Swoją posługę biskupią na terenie Szwecji sprawował do 1998 r., kiedy to po przekroczeniu 75. roku życia przeszedł na emeryturę. Zmarł 4 listopada 2009 r. w rodzinnym Osnabrück.